# Hénencourt
Hénencourt (picardisch: Hinincourt) ist eine nordfranzösische Gemeinde mit 192 Einwohnern (Stand 1. Januar 2022) im Département Somme in der Region Hauts-de-France. Die Gemeinde liegt im Kanton Corbie und ist Teil der Communauté de communes du Val de Somme.

## Geographie
Die Gemeinde liegt rund 6,5 km westlich von Albert an der Kreuzung der Départementsstraßen D91 und D119.

## Geschichte
Eine Kirche wurde in Hénencourt im Jahr 1404 errichtet.

## Einwohner
| 1962 | 1968 | 1975 | 1982 | 1990 | 1999 | 2006 | 2010 |
| ---- | ---- | ---- | ---- | ---- | ---- | ---- | ---- |
| 170  | 174  | 176  | 165  | 205  | 183  | 173  | 192  |

## Verwaltung
Bürgermeister (maire) ist seit 2008 Michel Vandepitte.

## Sehenswürdigkeiten

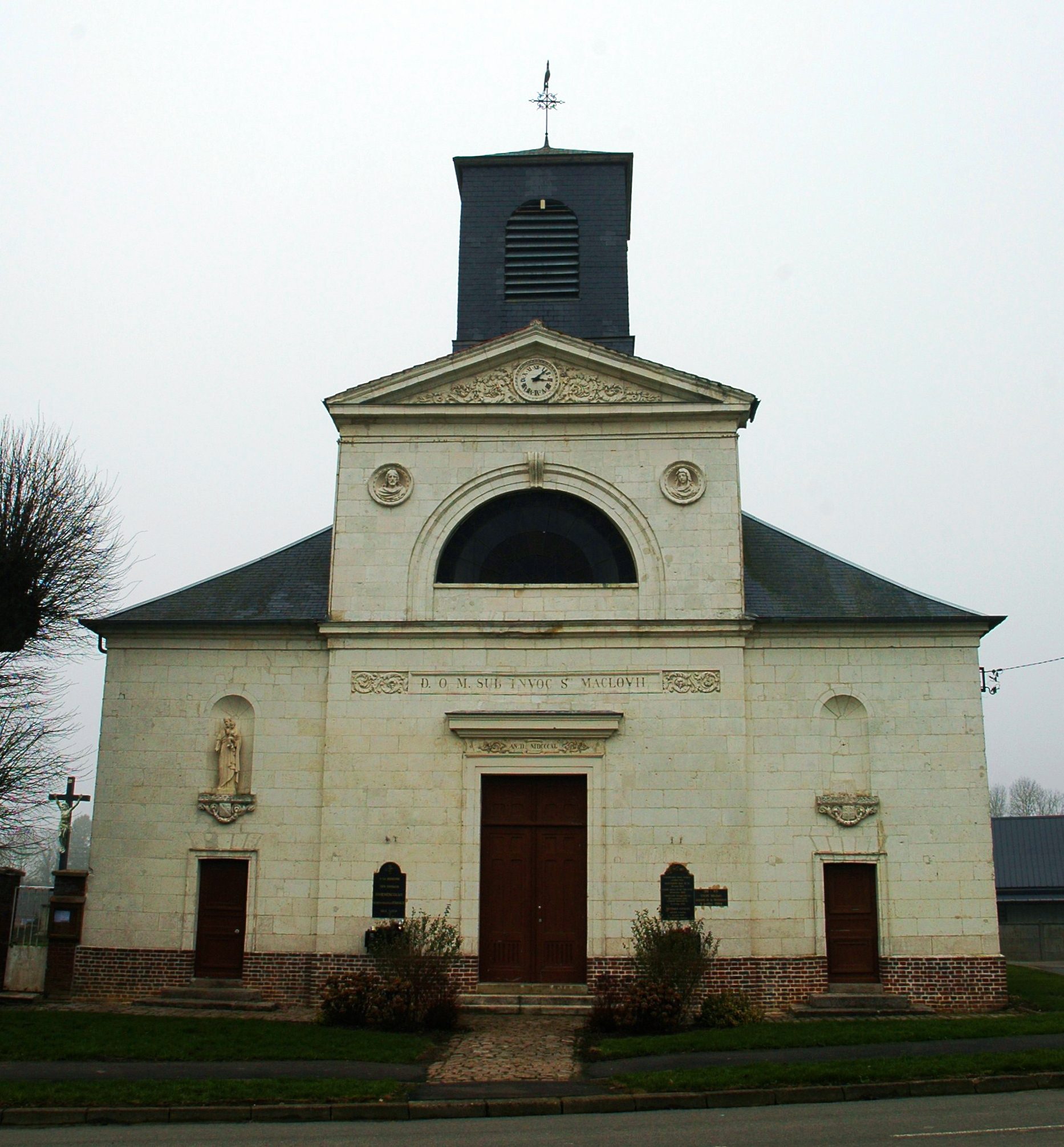
Die Kirche Saint-Maclou

- Das nach seiner Zerstörung im Jahr 1636 wieder aufgebaute Schloss mit einer Fassade mit sechs ionischen Säulen aus dem 18. Jahrhundert, einem großen Park und einem Taubenhaus. Das Schloss ist seit 1984 als Monument historique klassifiziert (Base Mérimée PA00116178).
- Die Kirche Saint-Maclou Aus dem 19. Jahrhundert mit einem klassizistischen Hauptaltar.
- Drei Blockhäuser im Gemeindegebiet.